# Чорнокнижний Григорій Петрович
Григорій Петрович Чорнокнижний (23 січня 1915, Друга Українка — 12 серпня 1992, Луцьк) — український живописець; член Спілки радянських художників України з 1960 року.

## Біографія
Народився 23 січня 1915 року в селі Другій Українці (нині Оренбурзька область, Росія). Протягом 1938—1941 років навчався у Харківському художньому інституті. У серпні 1941 року призваний до Червоної армії. Брав участь у німецько-радянській війні. Нагороджений орденами Червоної Зірки (24 грудня 1943), Вітчизняної війни II ступеня (6 квітня 1985), медалями «За оборону Сталінграда» (22 грудня 1942), «За відвагу» (16 березня 1943), «За перемогу над Німеччиною» (9 травня 1945). У 1945—1948 роках продовжив навчання у Харківському художньому інституті. Його педагогами були Михайло Козик, Семен Прохоров, Віктор Савин, Микола Самокиш, Сергій Бесєдін.
По закінченню навчання був направлений до Ужгорода, де працював у Художньо-виробничих майстернях художнього фонду УРСР. З 1964 року — у Луцьку, мешкав у будинку на вулиці Радянській, № 24а, квартира № 6. Помер у Луцьку 12 серпня 1992 року. Похований у селі Гаразджі, на міському цвинтарі Луцька.

## Творчість
Працював у галузі станкового живопису, створював пейзажі, портрети, натюрморти, працював у жанрі ню. Серед робіт:
- «Подвиг лейтенанта Єрмолаєва» (1945);
- «Верховинка» (1957);
- «Доярка» (1957);
- «Марічка» (1958)[4];
- «Зоря. Володимир Ленін та Фелікс Дзержинський» (1959—1960);
- «Молодиця із Закарпаття» (1960)[4];
- «До революційної Росії» (1967);
- «Айстри» (1968)[4];
- «Натюрморт із трипільським глеком» (1973)[4];
- «Бурштиновий сон» (1989)[4];
- «Спогади про Афродіту» (1990)[4].

Брав участь у республіканських виставках з 1957 року, зарубіжних — з 1969 року.
У Волинському краєзнавчому музеї зберігається колекція творів художника (97 одиниць), яку склали його роботи, передані його дружиною — Анною Афіногенівною, а також Світланою Кирилюк та колекціонером Олегом Гаврилюком. У збірці музею — начерки, ескізи митця, його фотографії, каталоги, афіші, запрошення на виставки.